# Karschia birulae
Espèce
Karschia birulae est une espèce de solifuges de la famille des Karschiidae.

## Distribution
Cette espèce est endémique du Xinjiang en Chine.

## Description
Le mâle holotype mesure 14 mm.

## Étymologie
Cette espèce est nommée en l'honneur d'Alexei Andreevich Byalynitsky-Birula.

## Publication originale
- Roewer, 1934 : Solifuga, Palpigrada. Dr. H.G. Bronn's Klassen und Ordnungen des Thier-Reichs, wissenschaftlich dargestellt in Wort und Bild. Akademische Verlagsgesellschaft M. B. H., Leipzig. Fünfter Band: Arthropoda; IV. Abeitlung: Arachnoidea und kleinere ihnen nahegestellte Arthropodengruppen, vol. 4, p. 481-723 (texte intégral).